# Saint-Ouen-la-Rouërie
Saint-Ouen-la-Rouërie (bret. Sant-Owen-Reoger) – miejscowość i dawna gmina we Francji, w regionie Bretania, w departamencie Ille-et-Vilaine. W 2013 roku populacja ówczesnej gminy wynosiła 815 mieszkańców. 
W dniu 1 stycznia 2019 roku z połączenia czterech ówczesnych gmin – Antrain, La Fontenelle, Saint-Ouen-la-Rouërie oraz Tremblay – powstała nowa gmina Val-Couesnon. Siedzibą gminy została miejscowość Antrain. 